# Rehburger Moor
Rehburger Moor este o arie protejată (arie specială de conservare — SAC, sit de importanță comunitară — SCI) din Germania întinsă pe o suprafață de 1.188 ha, integral pe uscat.

## Localizare
Centrul sitului Rehburger Moor este situat la coordonatele 52°31′21″N 9°14′06″E / 52.5225°N 9.235°E.

## Înființare
Situl Rehburger Moor a fost declarat sit de importanță comunitară în mai 2000 pentru a proteja 2 specii de animale. Situl a fost protejat și ca arie specială de conservare în noiembrie 2018.

## Biodiversitate
Situată în ecoregiunea atlantică, aria protejată conține 6 habitate naturale: Lacuri și iazuri distrofice naturale, Pajiști umede nord-atlantice cu Erica tetralix, Pajiști uscate europene, Mlaștini oligotrofe degradate, capabile încă de regenerare naturală, Mlaștini turboase de tranziție și turbării mișcătoare, Mlaștini împădurite.
La baza desemnării sitului se află mai multe specii protejate:
- mamifere (1): liliac de iaz (Myotis dasycneme)
- nevertebrate (1): libelule (Leucorrhinia pectoralis)

Pe lângă speciile protejate, pe teritoriul sitului au mai fost identificate 1 specie de amfibieni, 2 specii de reptile.